# المنظمة الديمقراطية لشعوب أورومو
المنظمة الديمقراطية لشعوب أورومو (OPDO) حزب سياسي على أساس عرقي في إثيوبيا، وجزء من الجبهة الثورية الديمقراطية الشعبية الإثيوبية.